# Dana Chladek
Dana Chladek (nacida Dana Chládková, Děčín, Checoslovaquia, 27 de diciembre de 1963) es una deportista estadounidense que compitió en piragüismo en la modalidad de eslalon.
Participó en dos Juegos Olímpicos de Verano, Barcelona 1992 y Atlanta 1996, obteniendo una medalla de plata en 1996 y una de bronce en 1992, ambas en la prueba de K1 individual. Ganó seis medallas en el Campeonato Mundial de Piragüismo en Eslalon entre los años 1987 y 1993.

## Palmarés internacional
| Juegos Olímpicos   | Juegos Olímpicos              | Juegos Olímpicos  | Juegos Olímpicos |
| Año                | Lugar                         | Medalla           | Competición      |
| ------------------ | ----------------------------- | ----------------- | ---------------- |
| 1992               | Barcelona (España)            | Medalla de bronce | K1 individual    |
| 1996               | Atlanta (Estados Unidos)      | Medalla de plata  | K1 individual    |
| Campeonato Mundial |                               |                   |                  |
| Año                | Lugar                         | Medalla           | Competición      |
| 1987               | Bourg-Saint-Maurice (Francia) | Medalla de bronce | K1 por equipos   |
| 1989               | Río Savage (Estados Unidos)   | Medalla de plata  | K1 individual    |
| 1989               | Río Savage (Estados Unidos)   | Medalla de plata  | K1 por equipos   |
| 1991               | Tacen (Yugoslavia)            | Medalla de plata  | K1 individual    |
| 1991               | Tacen (Yugoslavia)            | Medalla de bronce | K1 por equipos   |
| 1993               | Mezzana (Italia)              | Medalla de plata  | K1 por equipos   |